# Emily Jacobson
Emily Phillipa Jacobson (Decatur, 2 dicembre 1985) è una schermitrice statunitense.
È la sorella di Sada Jacobson.

## Palmarès
In carriera ha conseguito i seguenti risultati:
- Mondiali di scherma

New York 2004: argento nella sciabola a squadre.
- Giochi Panamericani:

Santo Domingo 2003: bronzo nella sciabola individuale.